# Método de las características
El método de las características es un método para resolver ecuaciones diferenciales parciales (EDP) en matemáticas. El método de las características es aplicable a cualquier ecuación diferencial parcial hiperbólica, sin embargo, a menudo se aplica a ecuaciones de primer orden. El proceso consiste en descomponer una ecuación diferencial parcial en una serie de ecuaciones diferenciales ordinarias, a lo largo de las cuales se puede integrar la respuesta utilizando cierta información inicial proporcionada en una hipersuperficie adecuada.

## Características de la ecuación diferencial parcial de primer orden
Para una EDP de primer orden, el método de características descubre curvas (llamadas curvas características o simplemente características) a lo largo de las cuales la EDP se convierte en una ecuación diferencial ordinaria (EDO). Una vez que se encuentra la ODE, se puede resolver a lo largo de las curvas características y transformarse en una solución para la PDE original.
En aras de la simplicidad, limitaremos nuestra atención al caso de una función de dos variables independientes x e y por el momento. Considere una PDE cuasilineal de la forma
| {\displaystyle a(x,y,z){\frac {\partial z}{\partial x}}+b(x,y,z){\frac {\partial z}{\partial y}}=c(x,y,z).} | \| \| \| \| \| \| \| \| | (1) |
| |                         |     |
| |                         |     |

Suponga que se conoce una solución z y considere el gráfico de superficie z = z(x,y) en R3. Un vector normal a esta superficie viene dado por
{\displaystyle \left({\frac {\partial z}{\partial x}}(x,y),{\frac {\partial z}{\partial y}}(x,y),-1\right).\,}
Como resultado, la ecuación (1) es equivalente al enunciado geométrico de que el campo vectorial
{\displaystyle (a(x,y,z),b(x,y,z),c(x,y,z))\,}
es tangente a la superficie z = z (x,y) en cada punto, porque el producto escalar de este campo vectorial con el vector normal anterior es cero. En otras palabras, la gráfica de la solución debe ser una unión de curvas integrales de este campo vectorial. Estas curvas integrales se denominan curvas características de la ecuación diferencial parcial original y están dadas por las ecuaciones de Lagrange -Charpit
{\displaystyle {\begin{array}{rcl}{\frac {dx}{dt}}&=&a(x,y,z),\\{\frac {dy}{dt}}&=&b(x,y,z),\\{\frac {dz}{dt}}&=&c(x,y,z).\end{array}}}
Una forma invariante de parametrización de las ecuaciones de Lagrange-Charpit es:
{\displaystyle {\frac {dx}{a(x,y,z)}}={\frac {dy}{b(x,y,z)}}={\frac {dz}{c(x,y,z)}}.}

### Casos lineales y cuasilineales
Considere ahora una PDE de la forma
{\displaystyle \sum _{i=1}^{n}a_{i}(x_{1},\dots ,x_{n},u){\frac {\partial u}{\partial x_{i}}}=c(x_{1},\dots ,x_{n},u).}
Para que esta EDP sea lineal, los coeficientes ai pueden ser funciones de las variables espaciales solamente e independientes de u. Para que sea cuasilineal, a i también puede depender del valor de la función, pero no de ninguna derivada. La distinción entre estos dos casos no es esencial para la discusión aquí.
Para una PDE lineal o cuasilineal, las curvas características vienen dadas paramétricamente por
{\displaystyle (x_{1},\dots ,x_{n},u)=(x_{1}(s),\dots ,x_{n}(s),u(s))}
{\displaystyle u(\mathbf {X} (s))=U(s)}
tal que se satisface el siguiente sistema de EDO
| {\displaystyle {\frac {dx_{i}}{ds}}=a_{i}(x_{1},\dots ,x_{n},u)} | \| \| \| \| \| \| \| \| | (2) |
|                                                                  |                         |     |
|                                                                  |                         |     |

| {\displaystyle {\frac {du}{ds}}=c(x_{1},\dots ,x_{n},u).} | \| \| \| \| \| \| \| \| | (3) |
|                                                           |                         |     |
|                                                           |                         |     |

Las ecuaciones (2) y (3) dan las características de la PDE.

#### Prueba para el caso cuasilineal
En el caso cuasilineal, el uso del método de las características se justifica por la desigualdad de Grönwall. La ecuación anterior se puede escribir como{\displaystyle \mathbf {a} (\mathbf {x} ,u)\cdot \nabla u(\mathbf {x} )=c(\mathbf {x} ,u)}Debemos distinguir entre las soluciones de la ODE y las soluciones de la PDE, que no sabemos que son iguales a priori. Dejando que las letras mayúsculas sean las soluciones a la ODE que encontramos{\displaystyle \mathbf {X} '(s)=\mathbf {a} (\mathbf {X} (s),U(s))}{\displaystyle U'(s)=c(\mathbf {X} (s),U(s))}examinando {\displaystyle \Delta (s)=|u(\mathbf {X} (s))-U(s)|^{2}}, encontramos, al diferenciar que{\displaystyle \Delta '(s)=2{\big (}u(\mathbf {X} (s))-U(s){\big )}{\Big (}\mathbf {X} '(s)\cdot \nabla u(\mathbf {X} (s))-U'(s){\Big )}}que es lo mismo que{\displaystyle \Delta '(s)=2{\big (}u(\mathbf {X} (s))-U(s){\big )}{\Big (}\mathbf {a} (\mathbf {X} (s),U(s))\cdot \nabla u(\mathbf {X} (s))-c(\mathbf {X} (s),U(s)){\Big )}}No podemos concluir que lo anterior es 0 como nos gustaría, ya que la PDE solo nos garantiza que esta relación se cumple para {\displaystyle u(\mathbf {x} )}, {\displaystyle \mathbf {a} (\mathbf {x} ,u)\cdot \nabla u(\mathbf {x} )=c(\mathbf {x} ,u)}, y aún no sabemos que {\displaystyle U(s)=u(\mathbf {X} (s))} .
Sin embargo, podemos ver que{\displaystyle \Delta '(s)=2{\big (}u(\mathbf {X} (s))-U(s){\big )}{\Big (}\mathbf {a} (\mathbf {X} (s),U(s))\cdot \nabla u(\mathbf {X} (s))-c(\mathbf {X} (s),U(s))-{\big (}\mathbf {a} (\mathbf {X} (s),u(\mathbf {X} (s)))\cdot \nabla u(\mathbf {X} (s))-c(\mathbf {X} (s),u(\mathbf {X} (s))){\big )}{\Big )}}ya que por la PDE, el último término es 0. Esto es igual{\displaystyle \Delta '(s)=2{\big (}u(\mathbf {X} (s))-U(s){\big )}{\Big (}{\big (}\mathbf {a} (\mathbf {X} (s),U(s))-\mathbf {a} (\mathbf {X} (s),u(\mathbf {X} (s))){\big )}\cdot \nabla u(\mathbf {X} (s))-{\big (}c(\mathbf {X} (s),U(s))-c(\mathbf {X} (s),u(\mathbf {X} (s))){\big )}{\Big )}}Por la desigualdad triangular, tenemos{\displaystyle |\Delta '(s)|\leq 2{\big |}u(\mathbf {X} (s))-U(s){\big |}{\Big (}{\big \|}\mathbf {a} (\mathbf {X} (s),U(s))-\mathbf {a} (\mathbf {X} (s),u(\mathbf {X} (s))){\big \|}\ \|\nabla u(\mathbf {X} (s))\|+{\big |}c(\mathbf {X} (s),U(s))-c(\mathbf {X} (s),u(\mathbf {X} (s))){\big |}{\Big )}}Asumiendo {\displaystyle \mathbf {a} ,c} son al menos {\displaystyle C^{1}}, podemos acotar esto para tiempos pequeños. Elige un barrio {\displaystyle \Omega } alrededor {\displaystyle \mathbf {X} (0),U(0)} lo suficientemente pequeño como para que {\displaystyle \mathbf {a} ,c} son localmente Lipschitz. Por continuidad, {\displaystyle (\mathbf {X} (s),U(s))} permanecerá en {\displaystyle \Omega } para lo suficientemente pequeño {\displaystyle s}. Desde {\displaystyle U(0)=u(\mathbf {X} (0))}, también tenemos eso {\displaystyle (\mathbf {X} (s),u(\mathbf {X} (s)))} Estará en {\displaystyle \Omega } para lo suficientemente pequeño {\displaystyle s} por continuidad. Entonces, {\displaystyle (\mathbf {X} (s),U(s))\in \Omega } y {\displaystyle (\mathbf {X} (s),u(\mathbf {X} (s)))\in \Omega } para {\displaystyle s\in [0,s_{0}]}. Además, {\displaystyle \|\nabla u(\mathbf {X} (s))\|\leq M} para algunos {\displaystyle M\in \mathbb {R} } para {\displaystyle s\in [0,s_{0}]} por compacidad. A partir de esto, encontramos que lo anterior está acotado como{\displaystyle |\Delta '(s)|\leq C|u(\mathbf {X} (s))-U(s)|^{2}=C|\Delta (s)|}para algunos {\displaystyle C\in \mathbb {R} } . Es una aplicación sencilla de la Desigualdad de Grönwall para mostrar que, dado que {\displaystyle \Delta (0)=0} tenemos {\displaystyle \Delta (s)=0} mientras se mantenga esta desigualdad. Tenemos un intervalo {\displaystyle [0,\epsilon )} tal que {\displaystyle u(X(s))=U(s)} en este intervalo. Elige el más grande {\displaystyle \epsilon } tal que esto es cierto. Entonces, por continuidad, {\displaystyle U(\epsilon )=u(\mathbf {X} (\epsilon ))} . Siempre que el ODE todavía tenga una solución en algún intervalo después {\displaystyle \epsilon }, podemos repetir el argumento anterior para encontrar que {\displaystyle u(X(s))=U(s)} en un intervalo mayor. Por lo tanto, siempre que la ODE tenga una solución, tenemos {\displaystyle u(X(s))=U(s)}.

### Caso completamente no lineal
Considere la ecuación diferencial parcial
| {\displaystyle F(x_{1},\dots ,x_{n},u,p_{1},\dots ,p_{n})=0} | \| \| \| \| \| \| \| \| | (4) |
|                                                              |                         |     |
|                                                              |                         |     |

donde las variables p i son abreviaturas de las derivadas parciales
{\displaystyle p_{i}={\frac {\partial u}{\partial x_{i}}}.}
Sea (xi(s),u(s),pi(s)) una curva en R2n+1. Supongamos que u es cualquier solución y que
{\displaystyle u(s)=u(x_{1}(s),\dots ,x_{n}(s)).}
A lo largo de una solución, derivando (4) con respecto a s da
{\displaystyle \sum _{i}(F_{x_{i}}+F_{u}p_{i}){\dot {x}}_{i}+\sum _{i}F_{p_{i}}{\dot {p}}_{i}=0}
{\displaystyle {\dot {u}}-\sum _{i}p_{i}{\dot {x}}_{i}=0}
{\displaystyle \sum _{i}({\dot {x}}_{i}dp_{i}-{\dot {p}}_{i}dx_{i})=0.}
La segunda ecuación se sigue aplicando la regla de la cadena a una solución u, y la tercera se sigue tomando una derivada exterior de la relación {\displaystyle du-\sum _{i}p_{i}\,dx_{i}=0}. La manipulación de estas ecuaciones da
{\displaystyle {\dot {x}}_{i}=\lambda F_{p_{i}},\quad {\dot {p}}_{i}=-\lambda (F_{x_{i}}+F_{u}p_{i}),\quad {\dot {u}}=\lambda \sum _{i}p_{i}F_{p_{i}}}
donde λ es una constante. Escribiendo estas ecuaciones de manera más simétrica, se obtienen las ecuaciones de Lagrange-Charpit para la característica
{\displaystyle {\frac {{\dot {x}}_{i}}{F_{p_{i}}}}=-{\frac {{\dot {p}}_{i}}{F_{x_{i}}+F_{u}p_{i}}}={\frac {\dot {u}}{\sum p_{i}F_{p_{i}}}}.}
Geométricamente, el método de características en el caso completamente no lineal puede interpretarse como que requiere que el cono de Monge de la ecuación diferencial sea tangente en todas partes a la gráfica de la solución. La ecuación diferencial parcial de segundo orden se resuelve con el método de Charpit.

## Ejemplo
Como ejemplo, considere la ecuación de advección (este ejemplo asume la familiaridad con la notación PDE y las soluciones a las ODE básicas).
{\displaystyle a{\frac {\partial u}{\partial x}}+{\frac {\partial u}{\partial t}}=0}
dónde {\displaystyle a} es constante y {\displaystyle u} es una función de {\displaystyle x} y {\displaystyle t}. Queremos transformar esta PDE lineal de primer orden en una ODE a lo largo de la curva apropiada; es decir, algo de la forma
{\displaystyle {\frac {d}{ds}}u(x(s),t(s))=F(u,x(s),t(s)),}
dónde {\displaystyle (x(s),t(s))} es una línea característica. Primero, encontramos
{\displaystyle {\frac {d}{ds}}u(x(s),t(s))={\frac {\partial u}{\partial x}}{\frac {dx}{ds}}+{\frac {\partial u}{\partial t}}{\frac {dt}{ds}}}
por la regla de la cadena. Ahora bien, si establecemos {\displaystyle {\frac {dx}{ds}}=a} y {\displaystyle {\frac {dt}{ds}}=1} obtenemos
{\displaystyle a{\frac {\partial u}{\partial x}}+{\frac {\partial u}{\partial t}}}
que es el lado izquierdo de la PDE con la que comenzamos. De este modo
{\displaystyle {\frac {d}{ds}}u=a{\frac {\partial u}{\partial x}}+{\frac {\partial u}{\partial t}}=0.}
Entonces, a lo largo de la línea característica {\displaystyle (x(s),t(s))}, la PDE original se convierte en la ODE {\displaystyle u_{s}=F(u,x(s),t(s))=0}. Es decir que a lo largo de las características, la solución es constante. De este modo, {\displaystyle u(x_{s},t_{s})=u(x_{0},0)} dónde {\displaystyle (x_{s},t_{s})\,} y {\displaystyle (x_{0},0)} yacen en la misma característica. Por lo tanto, para determinar la solución general, basta encontrar las características resolviendo el sistema característico de las EDO:
- {\displaystyle {\frac {dt}{ds}}=1}, dejando {\displaystyle t(0)=0} sabemos {\displaystyle t=s},
- {\displaystyle {\frac {dx}{ds}}=a}, dejando {\displaystyle x(0)=x_{0}} sabemos {\displaystyle x=as+x_{0}=at+x_{0}},
- {\displaystyle {\frac {du}{ds}}=0}, dejando {\displaystyle u(0)=f(x_{0})} sabemos {\displaystyle u(x(t),t)=f(x_{0})=f(x-at)}.

En este caso, las líneas características son rectas con pendiente {\displaystyle a}, y el valor de {\displaystyle u} permanece constante a lo largo de cualquier línea característica.

## Características de los operadores diferenciales lineales
Sea X una variedad diferenciable y P un operador diferencial lineal
{\displaystyle P:C^{\infty }(X)\to C^{\infty }(X)}
de orden k. En un sistema de coordenadas local xi,
{\displaystyle P=\sum _{|\alpha |\leq k}P^{\alpha }(x){\frac {\partial }{\partial x^{\alpha }}}}
en el que α denota un índice múltiple. El símbolo principal de P, denotado σP, es la función sobre el fibrado cotangente T∗X definida en estas coordenadas locales por
{\displaystyle \sigma _{P}(x,\xi )=\sum _{|\alpha |=k}P^{\alpha }(x)\xi _{\alpha }}
donde ξi son las coordenadas de fibra en el haz cotangente inducido por las coordenadas diferenciales dxi. Aunque esto se define usando un sistema de coordenadas particular, la ley de transformación que relaciona el ξi y el xi asegura que σP es una función bien definida en el fibrado cotangente.
La función σP es homogénea de grado k en la variable ξ. Los ceros de σP, lejos de la sección cero de T∗X, son las características de P. Una hipersuperficie de X definida por la ecuación F(x) = c se llama una hipersuperficie característica en x si
{\displaystyle \sigma _{P}(x,dF(x))=0.}
Invariablemente, una hipersuperficie característica es una hipersuperficie cuyo haz conormal está en el conjunto característico de P.

## Análisis cualitativo de características
Un enfoque poderoso para adquirir una comprensión cualitativa de una EDP son las características.
Se pueden utilizar las intersecciones de las características para identificar posibles ondas de obstrucción por fluorescencia en un fluido comprimible. Parece sensato pensar en cada línea distintiva como si sugiriera una solución para u a lo largo de su propia línea. Por lo tanto, cuando dos características se cruzan, la función se vuelve multivaluada, lo que da como resultado una solución no física. Físicamente, esta contradicción se elimina por la formación de una onda de choque, una discontinuidad tangencial o una discontinuidad débil y puede resultar en un flujo no potencial, violando las suposiciones iniciales.
Parte del dominio de la PDE puede no estar cubierto por las características. Esto se conoce como rarefacción y muestra que la solución a menudo existe solo en un sentido débil, o el de una ecuación integral.
La dirección de las líneas características indica el flujo de valores a través de la solución, como lo demuestra el ejemplo anterior. Este tipo de conocimiento es útil cuando se resuelven EDP numéricamente, ya que puede indicar qué esquema de diferencias finitas es mejor para el problema.